# Euplassa legalis
Euplassa legalis är en tvåhjärtbladig växtart som först beskrevs av Vell., och fick sitt nu gällande namn av Ivan Murray Johnston. Euplassa legalis ingår i släktet Euplassa och familjen Proteaceae. Utöver nominatformen finns också underarten E. l. villanovae.